# Hilgard
Hilgard (korábban Dan) az Amerikai Egyesült Államok északnyugati részén, Oregon állam Union megyéjében, az Oregon Route 244 és az Interstate 84/U.S. Route 30 csomópontjában elhelyezkedő önkormányzat nélküli település.
Névadói Eugene W. Hilgard, a Kaliforniai Egyetemrendszer Mezőgazdasági Főiskolájának dékánja, illetve unokatestvére, Henry Villard újságíró (az USA-ba költözése előtt Ferdinand Heinrich Gustav Hilgard). Villard volt az Oregon Railroad and Navigation Company vasútvonalának építtetője; a földmérést Hilgardtól rendelte meg. Dan postahivatala 1883 júliusában nyílt meg; a helység augusztusban, Hilgard ideérkezésekor vette fel a férfi vezetéknevét. A hivatal 1943-ban zárt be.
A 20. század elején a térségben számos fűrészüzem működött; az 1920-as években itt volt a Mount Emily Lumber Company egyik gyára.
Az Oregon Trail keresztezte a települést; a La Grande felől érkezők általában itt szálltak meg, mielőtt folytatták volna útjukat a Meacham felé vezető emelkedőn.

## Fordítás
- Ez a szócikk részben vagy egészben  a   Hilgard, Oregon című angol Wikipédia-szócikk ezen változatának fordításán alapul.  Az eredeti cikk szerkesztőit annak laptörténete sorolja fel. Ez a jelzés csupán a megfogalmazás eredetét és a szerzői jogokat jelzi, nem szolgál a cikkben szereplő információk forrásmegjelöléseként.